# Монте Гримано (Перуђа)
Монте Гримано је насеље у Италији у округу Перуђа, региону Умбрија.
Према процени из 2011. у насељу је живело 1178 становника. Насеље се налази на надморској висини од 751 м.